# Aristobulus II
Aristobulus II, död 49 f.Kr, var regerande kung av Judeen ur mackabéernas ätt (Hasmoneiska dynastin) mellan 66 – 63 f.Kr. 